# Publius Vergilius Maro
Publius Vergilius Maro (Andes, Mantua közelében, i. e. 70. október 15. – Brundisium, ma Brindisi, i. e. 19. szeptember 21.) római költő, Ovidius és Horatius mellett az augustusi aranykor epikus költője. Legismertebb művei az Aeneis című eposz, a Georgica című eposz-„tanköltemény” és a Bucolica avagy Eclogák néven ismert tíz eclogából álló bukolikus gyűjtemény.
Földműves családban született, azonban egészségi állapota lehetetlenné tette számára a fizikai munkát, ezért apja, mivel közéleti pályát szánt neki, birtokjövedelméből Cremonába, majd Rómába küldte tanulni.
A római polgárháború idején Athénba menekült, itt ismerkedett meg Horatiusszal, akivel életre szóló szoros barátságot kötött. A polgárháború véget értével visszatért Rómába, ahol Augustus császár felszólította, hogy írjon egy tankölteményt a polgárháború dúlta falusi élet leromlását megakadályozandó, amelyből minél több parasztember tanulhatja meg a szántóföld és a legelő körüli tennivalókat. A mű címe „Georgica”, azaz „paraszti dolgok” volt.
A Georgica sikeressége után Augustus császár Vergiliust bízta meg a Róma és a római nép őstörténetét magába foglaló költemény megírására, hogy kerek, hivatalosnak mondható formát nyerjen az eredettörténet, az identitásról szóló hitvallás (más kérdés, hogy a kész mű enyhén szólva is nem kínál efféle kristályos képet, inkább egy a valósághoz közelebbi, sok ellentmondásról és sok rejtett problémáról árulkodó, mélyen átélt identitásról beszél). A tíz évig íródott költemény főhőse a legendás ősapa, Aeneas volt. Vergilius nem tudta befejezni e művét, kisebb részek töredékesen maradtak fenn. 51 évesen halt meg.

## Élete
Etruszk származását neve valószínűsíti, a Vergilius Itália etruszkok lakta vidékein gyakori, a Maro az etruszk hivatalnokok címe volt. A Mantua körzetéhez tartozó falu neve Andes, ahol Vergilius született, gall származású, régebben betelepedett gallok alapították. A Mantuát alapító etruszkokhoz később három másik, népcsoport csatlakozott, a venétek, az umberek, és a már említett gallok. Vergilius az Aeneisben talán ezért említi meg az ősök sokaságát:
A toga virilist 15 éves korában, i. e. 55-ben kapta meg. Ezután apja anyagi támogatásával retorikát tanult, előbb Cremonában, majd Mediolanumban (a mai Milánóban), végül Rómában. Epidus volt a mestere. Tanulótársa volt Marcus Antonius és Octavianus, a későbbi Augustus császár. Tanulmányai befejeztével elkezdte ügyvédi pályáját, de mindössze egyetlen perben vett részt, ahol nem tűnt ki szónoki képességeivel.
I. e. 44-ben meggyilkolták Caius Iulius Caesart, s gyilkosai Philippinél i. e. 42-ben csatát vesztettek Antoniusszal és Octavianusszal szemben, mivel a városok Caesar gyilkosai oldalán álltak, Cremona és Mantua földjeit i. e. 42-ben felosztották Antonius és Octavianus hívei között. Vergilius földjeit is Caesar veteránjai kapták meg, de Vergilius birtoka megmentése érdekében segítséget kért egykori tanulótársaitól és azok kompetens körétől, így barátja és pártfogója, Octavianushoz, a később Augustus császárhoz közel álló Asinus Pollio eléri, hogy birtokait megtarthassa. Ekkor kötött barátságot Horatiusszal, majd Maecenas pártfogását élvezte.
Sűrűn látogatott Nápoly környékére, Szicíliába, Campaniába, ekkoriban szónoki sikertelensége a filozófiai tanulmányok és a költészet felé terelte. Egészségi állapota meglehetősen labilis volt, erre egy korabeli hadrumentumi villa mozaikján ábrázolt alakjáról is következtethetünk. A hagyomány szerint a fiúszerelmet részesítette előnyben.
Sűrűn járt Augustus császár udvarában, birtokai visszaszerzése miatt a császár és annak politikája iránt elkötelezte magát. Elsősorban azonban a költészetnek szentelte életét. Az Appendix Vergiliana című gyűjteményben található, Catullus stílusában írt versében mond búcsút a retorikának, és élete további folyását az aszketikus epikureizmus jellemzi. Új filozófiája nevében még az „édes” múzsákat (a Camenákat) is elutasította:
Az Appendix Vergiliana anyagában, noha sok olyan vers is szerepel, ami feltehetően nem az ő műve (például az epyllionok közül a Sulex (Szúnyog), ill. Cilix (Sirály)), úgy tűnik még nem talált rá a saját hangjára, ám nápolyi időszaka alatt békés, gondtalan, viszonylagos anyagi biztonságban eltöltött alkotói éveket élt meg.
19-ben Görögországba látogatott, egyrészt ezzel próbálta utazásvágyát kiélni, másrészt fő művét, az Aeneist ott kívánta befejezni, hogy már csak a tiszta filozófiának élhessen. Útközben valószínűleg egy napszúrás következtében megbetegedett, és az Isztmosz partján fekvő Megarában megpihent. Itt találkozott a seregei élén hazafelé tartó Augustus császárral, és a nyomába szegődött. A tengeri átkelés tovább rontotta egészségét, Brundisiumban halt meg. A Puteoliba vezető országút mentén, Nápoly közelében temették el.

## Munkássága
Első, igazán jelentős alkotása a Bucolica (Pásztori versek) gyűjtemény, amin 42–39-ig dolgozott. Ez a Theokritosz pásztoridilljeit (eidüllionok) mintázó kötet tíz hexameterben írt párbeszédes költeményt (Eclogae) tartalmaz. A művekben szereplő pásztorokban felismerhetők Vergilius és kortársai, akik a világ megpróbáltatásai elől Árkádiába, egy idilli környezetbe menekülnek, ahol megnyugvást találnak. Ez az augustusi aranykor bekövetkezésének víziója, amelyet a 4. ecloga egy gyermek születésével, az 5. ecloga Daphnis pásztor megistenülésével jövendöl meg. Az első eclogában meg is köszöni a hatalomnak, hogy földjét visszakapta, ezzel a versével kivívta Augustus elismerését is. Sikerére jellemző, hogy a színpadi énekesek sorozatosan műsorukra tűzték, bár korabeli életrajzírói megjegyezték, hogy senki nem volt képes a költőhöz hasonlatos lágysággal és mély átéléssel előadni ezeket a verseket.

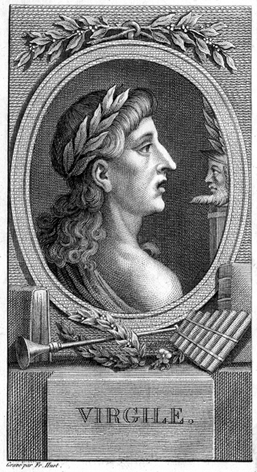
Vergilius

22-ben Gaius Cilnius Maecenas ösztönzésére fogott bele második nagy művébe, a Georgicába (vagy teljesebb nevén Georgica ecloga, illetve Georgicon), amelyen hét évig dolgozott. A mű célkitűzésének megfelelően mezőgazdasági tanköltemény, ami Hésziodosz műveinek mintájára, Lucretiusnak adott válaszként született. A kor szokásaihoz híven mitológiai betétekkel tarkított versciklus azonban elsősorban a földművelés dicséretét, a császár politikájának elismertetését célozza, magasztalja a társadalom stabilitását megalapozó változásokat. Megjelenik a tudásvágy elismerése is, ami az epikureusi filozófia egyik fontos ismérve is. Octavianus az actiumi csata után a campaniai Atellában felkereste a költőt, hogy meghallgassa a négy könyvből álló művet, a felolvasás mintegy négy napig tartott.
Főműve, a római klasszicista költészet kimagasló darabja az Aeneis, amin mintegy tíz évig dolgozott. A mű olyan mondabeli eseményt dolgoz fel, amely a trójai háború végén vette kezdetét, és Róma alapításának történetét írja le. A mű Róma nemzeti hőskölteményévé vált, Augustus nemzetségének eredettörténete Vergilius mesterének, Homérosznak az Iliász és az Odüsszeia stílusát, eseménytörténetét és szerkezetét hűen követő leírásban. Az utánzás nem öncélú, hódolatot mutat a görög klasszikus felé, ahogy Szerb Antal írja: „Az Aeneis a görög művésziség és hivatástudat szintézise”. Egyúttal, a görög többség lakta mediterrán térségben biztosítja a kulturális folyamatosságot és bizonyítja a Római felsőbbrendűség természetes eredetét.
A történet szerint Aeneas, Vénusz istennő fia Trója pusztulása után hosszas vándorlások után Carthagóba keveredik, ahol Dido királynő belészeret, de Aeneas nem maradhat vele, mert isteni sugallatra tovább kell mennie. Dido öngyilkos lesz. Itáliába érve Aeneas az alvilágba jut, ahol találkozik Itália jövendő hőseivel, akik biztosítják őt küldetésének nagyszerűségéről, és előre vetítik Róma világuralmát. Visszatérve Latiumba, legyőzi az ellene szegülő népeket, egyúttal fő ellenségét Turnust is. A trójaiakkal békét köt, elveszi a latiumi király lányát, Róma és birodalma végül naggyá lesz.
Augustus propagandájával összhangban Vergilius dicsőíti az egyszerű erényeket, a jámborságot, az ősi erkölcsöket, de a császár dinasztikus igényeit és politikai elképzeléseit is, nem kevésbé nagyra törő céljait: „Ámde te római arra ügyelj, hogy a népeken úrrá légy” írja.
A mű stílusa a hexameter, amelyben ötvözi a klasszikus görög, de az Ennius által már gyakorolt és meghonosított neoterikus költői hagyományokat. A művön végigvonul Vergilius igénye saját békés harmóniájának, a mindennapok római valóságának és a jövendölt várva várt aranykor összeegyeztetésére.
Végrendeletében a költő az Aeneis megsemmisítésére adott utasítást, ám Augustus parancsára ezt nem hajtották végre. Még viták övezik a költő döntésének hátterét, van aki úgy véli, hogy a mű még nem érte el végső formáját, de elképzelhető, hogy Augustus leszámolása a köztársaság intézményével hatott rá ilyen hatással.

## Vergilius hatása
Vergilius már életében klasszikussá vált, alakjához korán legendák kapcsolódtak. Három főművéhez a 4. században Servius írt kommentárokat. A középkor és a késői antikvitás kultikus alakja volt. Munkáit 4. eclogája miatt (ebben a kereszténység születését, Krisztus eljövetelét vetíti előre az interpretatio christiana, azaz a keresztény értelmezés szerint) a keresztény egyház is nagyra becsülte. A reneszánszban is megbecsülték költészetét, Dante őt választja kísérőnek túlvilági útjához az Isteni színjátékában. A pásztori költészet műfajában Vergiliust Milton, Tasso, és számtalan költő követte.
A Georgicához hasonló tanköltemények, pásztori idillköltészet és a hőseposz műfaja akárcsak a világirodalomban, a magyar költészetben is megtalálhatók. Zrínyi Miklós Szigeti veszedelem c. elbeszélő költeménye, Vörösmarty Mihály Zalán futása c. műve viseli nyomát Vergilius költészetének. A Georgicon első fordítását Csokonai végezte, Radnóti Miklós antifasiszta mondanivalót hordozó idillikus pásztorénekei a Bucolica eclogáit idézik.

## Magyarul

### 1849-ig
- Magyar Virgilius; ford. kőszegi Rájnis József / Máro Virgilius Publiusnak eklogái az az Válogatott pásztori versei / A Magyar Virgiliushoz tartozó mentő-írás / Toldalék, mellyben a Magyar Virgiliusnak szerzője a Kassai Magyar Múzeumról való ítéletét ki nyilatkoztatja Rajnis József; Landerer, Pozsony, 1789
- Virgilius Éneássa, kit Blumauer travestált; átdolg. Szalkay Antal; Alberti Ny., Bécs, 1792
- Magyar Éneis, avagy Virgilius Maro P.-nak Éneás viseltt dolgairól írtt munkája, 1-3. Melleyet magyar versekbe foglalván kiadott Kováts Jósef; Weinmüller Ny., Komárom, 1799–1831
- Magyar Virgilius az az Virgilius Aeneássának némelly darabjai mellyek deák eredeti versekből ugyan annyi számú 's lábú magyar versekbe foglaltattak Nagy János által; Streibig Ny., Győr, 1806
- Virgilius Énéisse, 1-2.; ford. Baróti Szabó Dávid; Doll–Trattner, Bécs–Pest, 1810
- Máró Virgilius Publiusnak Georgikonja, az-az Gazdaságra tanító versei; ford., jegyz. kőszegi Rájnis József, bev. Póka-Teleki Kondé József Benedek; Trattner Ny., Pest, 1814
- Blumauer áltöltöztetett Aeneise. 1-3. köt. (Virigilis Aeneis travestiert); ford. 's Virgil végső három könyvének áltöltöztetésével megtoldotta WXYZ; Aillaud, Paris, 1833

### 1850–1919
- Virgil Aeneise, 1-2. könyv; ford. Gyurits Antal; Magyar, Pest, 1851
- Bucolica. Virgil pásztori dalai; ford. Gyurits Antal; Müller Ny., Pest, 1851
- Virgil Pásztori dalai; ford. Gyurits Antal; Müller Ny., Pest, 1851
- Virgil Eneisze; ford. Sebők Árpád; Horák, Esztergom, 1860
- P. Maro Virgilius Aeneise; ford. Remete József; Hennicke, Győr, 1863
- P. Virgilius Maro költeménye a gazdászatról; ford. Bodon Ábrahám; Forster Ny., Sárospatak, 1867
- Virgilius P. Maro Aeneise; prózaford., bev. Vajdafy József; Eggenberger, Pest, 1867
- Dido királyné. Publius Vergilius Maro Aeneisének 4 első könyve; ford. Barna Ignác; Pesti Könyvny., Bp., 1877
- Vergilius Aeneise, 1-6.; ford., jegyz. Dávid István; Stampfel, Pozsony, 1881–1907 (Tanulók könyvtára)
- Virgil: Éneisz. Hősköltemény, 1-2. köt.; ford., bev., jegyz. Márki József; Bp., Kocsi Ny., 1881
- Jámbor Pál: Ó és új világ. 2-3. könyv. Fordítások [Horatius, Vergilius, Victor Hugo]; Tettey, Szabadka, 1882 (Hiador művei)
- Vergilius Publius Maro Aeneise; ford., jegyz. Barna Ignác, bev. Némethy Géza; Bp., Akadémia, 1890 (Görög és latin remekírók)
- Vergilius Publius Maro Eclogái; ford., bev., jegyz. Vietórisz József; Franklin, Bp., 1904 (Görög és latin remekírók)
- Szemelvények P. Vergilius Maro Aeneiséből; összeáll., bev., jegyz. Wirth Gyula; Lampel, Bp., 1905
- Vajticzky Manó: Vergilius és Theocritos. Nyelvi párhuzam / függelék Vergilius: Bucolica. Fordítás prózában; Korvin Ny., Bp., 1906
- Vergilius Aeneise; ford. Baróti Szabó Dávid, szövegrevideál. Radó Antal, bev., jegyz. Tóth Rezső; Lampel, Bp., 1907 (Remekírók képes könyvtára)
- Catalepton; Értekezések a nyelv- és széptudományok köréből (21. 9). Magyar Tudományos Akadémia, Bp., 1911

### 1920–1944
- P. Maro Vergilius "Aeneis" c. eposzának 1. éneke. Az első 207 sor. A gimn. 6. osztályának anyaga; jegyz., szó szerint ford. Pongrátz Elemér; Révai Ny., Bp., 1921 (Bangó tanintézet könyvtára)
- Vergilius Aeneise. I. füz.; ford., jegyz. Aczél Dezső; Uránia, Bp., 1924 (Diákkönyvtár)
- Vergilius Aeneise. IV. füz.; ford., jegyz. Aczél Dezső; Uránia, Bp., 1925 (Diákkönyvtár)
- Vergilius Aeneise. VI. füz.; ford., jegyz., Füzesi Sándor; Aczél, Bp., 1928 (Diákkönyvtár)
- Vergilius P. Maro Georgiconjának második éneke; ford. Marót Károly; Városi Ny., Szeged, 1929 (Széphalom-könyvtár)
- Vergilius Aeneise. III. ének. 1-3. füz.; ford., jegyz., Füzesi Sándor; Aczél, Bp., 1930
- Vergilius P. Maro Aeneise; ford. Csengery János; Délmagyarország Ny., Szeged, 1931
- Georgica; ford. Szabó András, előszó Tompa László; Könyvny., Székelyudvarhely, 1932
- Vergilius Publius Maro Georgicája; ford., bev., jegyz. Vietórisz József; Akadémia, Bp., 1936 (Görög és latin remekírók)
- Pásztori magyar Vergilius. Publius Maro Vergilius eclogáinak teljes szövege; ford. Baróti Szabó Dávid et al., összeáll., tan. Trencsényi-Waldapfel Imre; Officina, Bp., 1938
- Az izgalom mesterei. Az Ótestamentum apokrifjei, Vergilius, Herodotos írásaiból; összeáll. Dorothy L. Sayers, ford. Bálint Lajos; Körmendy, Bp., 1944

### 1945–
- Aeneis. Eposz; ford., jegyz. Lakatos István, bev. Trencsényi-Waldapfel Imre; Európa, Bp., 1962 (A világirodalom klasszikusai)
- Vergilius eclogái; ford., bibliogr. Lakatos István, utószó, jegyz. Ritoók Zsigmond; Magyar Helikon, Bp., 1963
- A szúnyog; ford. Szabó Kálmán, bev. Havas László; Akadémiai, Bp., 1963 (Az Ókortudományi Társaság kiadványai)
- Vergilius összes művei; ford., utószó, jegyz. Lakatos István, utószó Borzsák István; Magyar Helikon, Bp., 1967 (Helikon klasszikusok)
- Blumauer: Virgilius Éneássa. 2-3. r.; átdolg. Szalkay Antal; sajtó alá rend. Bánki-Horváth Sándorné Borbély Mária; Szegedi Ny., Szeged, 1967 (Acta Universitatis de Attila József nominatae. Acta antiqua et archaeologica. Kisebb dolgozatok a klasszika-filológia és a régészet köréből)
- Aeneis; ford., előszó, névmutató Kartal Zsuzsa, utószó, jegyz. Szörényi László, tartalmi kivonat Majtényi Zoltán; Kozmosz Könyvek, Bp., 1987 (A világirodalom gyöngyszemei)
- Régi magyar iskolai Georgica-fordítás; szerk. Borzsák István, Kecskeméti Gábor; Magyar Nyelvtudományi Társaság, Bp., 1993 (A Magyar Nyelvtudományi Társaság kiadványai)
- Virgilius poetának Aeneise; ford. Gyárfás István, szöveggond., bev., jegyz. Thimár Attila; Universitas, Bp., 1995 (Historia litteraria)